# Jose ben Qisma
Rabbi Jose ben Qisma (auch: ben Kisma) war ein – historisch noch schlechter als die übrigen bezeugter – Tannaite der 3. Generation, der beinahe nur aus der Stelle Abot VI, 9 (er sei um keinen Preis der Welt bereit, an einem Orte zu leben, an dem nicht die Tora gelernt wird) bekannt und verifiziert ist.
Er lebte im ersten  und zweiten nachchristlichen Jahrhundert, überlebte die Zerstörung des Tempels im Jahre 70 und  wurde noch sehr alt. Er stand bei den Römern in hohem Ansehen; bei seiner Bestattung waren auch römische Beamte anwesend, die ihm die Ehre gaben.
Jose hatte angeblich den Feuertod Chaninas ben Teradjon vorhergesagt, weil dieser nicht auf sein öffentliches Lernen verzichten wollte und so bei den Römern Unmut erregt hatte, die ihn deshalb schließlich töteten.